# بیرسبورن
بیرسبورن (به آلمانی: Birresborn) یک شهر در آلمان است که در فولکانایفل واقع شده‌است. بیرسبورن ۱٬۲۲۸ نفر جمعیت دارد.